# Misulgwan yeop dongmur-won
Misulgwan yeop dongmur-won (미술관 옆 동물원?), noto anche con il titolo internazionale Art Museum by the Zoo, è un film del 1998 scritto e diretto da Lee Jeong-hyang.

## Trama
Dopo aver terminato il servizio militare obbligatorio, Cheol-soo scopre che la fidanzata l'ha a sua insaputa lasciato e anzi sta pianificando di sposare un altro uomo; la ragazza da cui apprende tali informazioni è Choon-hee, la nuova inquilina dell'appartamento in cui la giovane viveva. Dato che Cheol-soo non ha nessun posto dove andare, Choon-hee decide di ospitarlo temporaneamente presso di lei: i due iniziano così a scrivere insieme la sceneggiatura per un film, da presentare a un concorso.

## Distribuzione
In Corea del Sud la pellicola ha goduto di una distribuzione nazionale a cura della Cinema Service, a partire dal 19 dicembre 1998.